# ダラット大学
ダラット大学（ダラットだいがく、ベトナム語：ĐạihọcĐàLạt、フランス語：Universitéde Dalat、英語：Da Lat University ）は、ベトナム・ダラットにある国立大学。

## 概要
ゴ・ディン・ジェムの兄であるゴ・ディン・トゥク大司教が中心となって、ベトナムカトリック司教協議会を母体に1957年に開学。 1975年のサイゴン陥落以降はカトリックの私立大学から国立に移管され、中部高原地域の中心的大学として今日に至る。
キャンパスは、玄湖湖（Xuan Huong Lake）の北40ヘクタールの丘陵地帯に位置し、近くに18ホールのゴルフコースがある。キャンパスには多くの松の木が植えられており、学習や研究に理想的な緑豊かで落ち着いた環境となっている。
現在、大学は学部レベルで30以上のプログラムを提供している。また、大学院修士課程では数学、物理、化学、生物学、歴史、哲学を、同博士課程では数学を研究することができる。

### 学部
- 数学・IT
- 物理学
- 化学
- 生物学
- 文学
- 歴史
- 外国語
- 経営管理
- 旅行
- 法律
- 環境管理
- 農林
- IT
- 東方学
- 社会事情・地域開発
- 教育学
- 大学院
- 社会人教育